# Nyíregyháza Tigers 2006
Questa voce raccoglie le informazioni riguardanti i Nyíregyháza Tigers nelle competizioni ufficiali e amichevoli della stagione 2006.

## Amichevoli
| Nagykálló 26 agosto 2006 | Nyíregyháza Tigers | 13 – 58 | Debrecen Gladiators | Sportelep (500 spett.) |

| Zalaegerszeg 12 novembre 2006 | Zala Predators | 19 – 12 | Nyíregyháza Tigers | Dózsa-pálya (70 spett.) |

## Blue Bowl 2006

### Stagione regolare
| Nagykálló 16 settembre 2006, ore 13:00 3ª giornata | Nyíregyháza Tigers | 6 – 43 (6-0 0-22 0-14 0-7) | Budapest Cowboys | Sportelep (700 spett.) |

| Győr 1º ottobre 2006, ore 13:00 5ª giornata | Győr White Sharks | 73 – 7 | Nyíregyháza Tigers | Győri Dózsa Sporttelep (200 spett.) |

## Statistiche di squadra
| Competizione      | %Vittorie | In casa | In casa | In casa | In casa | In casa | In casa | In trasferta | In trasferta | In trasferta | In trasferta | In trasferta | In trasferta | Totale | Totale | Totale | Totale | Totale | Totale |
| Competizione      | %Vittorie | G       | V       | N       | P       | Pf      | Ps      | G            | V            | N            | P            | Pf           | Ps           | G      | V      | N      | P      | Pf     | Ps     |
| ----------------- | --------- | ------- | ------- | ------- | ------- | ------- | ------- | ------------ | ------------ | ------------ | ------------ | ------------ | ------------ | ------ | ------ | ------ | ------ | ------ | ------ |
| Stagione regolare | .000      | 1       | 0       | 0       | 1       | 6       | 43      | 1            | 0            | 0            | 1            | 7            | 73           | 2      | 0      | 0      | 2      | 13     | 116    |
| Amichevoli        | .000      | 1       | 0       | 0       | 1       | 13      | 58      | 1            | 0            | 0            | 1            | 12           | 19           | 2      | 0      | 0      | 2      | 25     | 77     |
| Totale            | .500      | 2       | 0       | 0       | 2       | 19      | 101     | 2            | 0            | 0            | 2            | 19           | 92           | 4      | 0      | 0      | 4      | 38     | 193    |